# Пам'ятник херсонському кавуну
Пам'ятний знак «Дари Херсонщини» (відоміший як пам'ятник херсонському кавуну) — арт-об'єкт, присвячений аграрній продукції Херсонщини, зокрема, херсонському кавуну. Розташовується біля села Осокорівка (з 2020 року — Нововоронцовської селищної територіальної громади) Херсонської області України на перехресті автошляхів Т0403 (Дніпро — Херсон) та Т2207. Він позначає поворот на Високопілля. Встановлено в 1988 році. Перший та найбільший пам'ятний знак кавуну на території України.

## Історія
Об'єкт було встановлено у 1988 році на замовлення колгоспу «Україна» та за рішенням, ухваленим головою сільської ради села Осокорівка Віктора Волченка. У створенні пам'ятника брали участь жителі села Осокорівка, керівник встановлення пам'ятника Олександр Топчій, художник Сергій Полінок, а також зварювальники Василь Пасько та Петро Бондаренко. За іншою версією, об'єкт було встановлено в 2003 році.

Під час російського вторгнення в 2022 році знаходився під російською окупацією та був звільнений бійцями 128-ї Закарпатської бригади в перших числах жовтня 2022 року. Пам'ятник зазнав пошкоджень від уламків артилерійських снарядів.

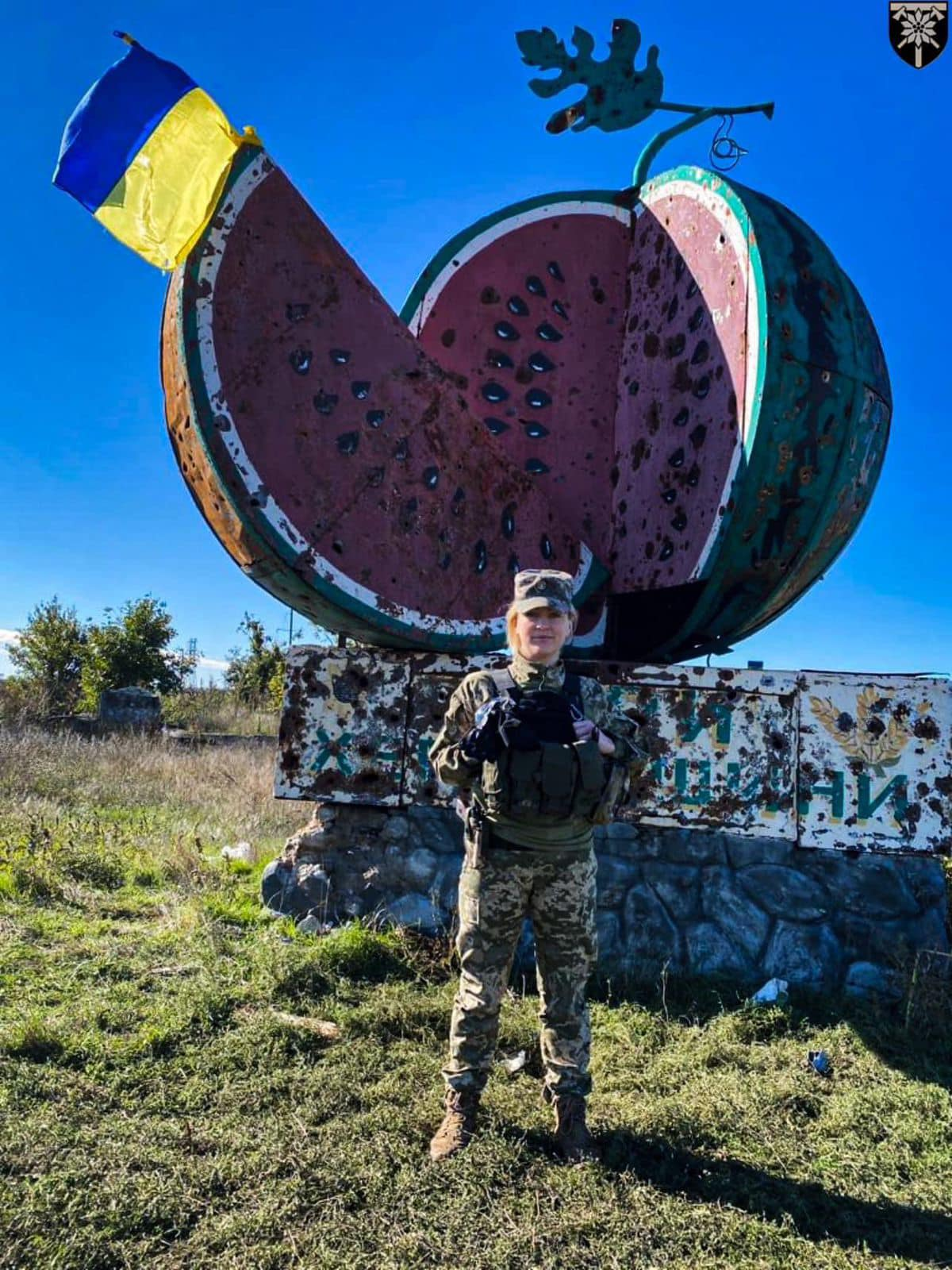
Пам'ятник після звільнення ЗСУ

## Композиція
Конструкція виготовлена з металу та бетону. Загальна висота становить близько 4 метрів . Висота арт-об'єкта, виконаного у формі розрізаного червоного кавуна, має висоту понад 2 метри.